# 1996 en république du Congo
Cet article retrace les évènements de l'année 1996 en république du Congo.

## Gouvernement
- Président : Pascal Lissouba
- Premier ministre : Joachim Yhombi-Opango jusqu'au 23 août, Charles David Ganao à compter du 26 août

## Événements
- 4 mars : grève des parlementaires pour réclamer le paiement d'une partie de leurs indemnités
- 17-20 juillet : visite du président de la République française Jacques Chirac
- 9-16 août : première édition du Fespam (Festival panafricain de musique)
- 23 août : démission du Premier ministre Joachim Yhombi-Opango
- 26 août : Charles David Ganao est nommé Premier ministre
- 22 novembre : entrée en production du gisement pétrolier de Nkossa

## Décès
- 17 janvier : Pamelo Mounk'a, musicien